# Descristianització (Revolució Francesa)
La descristianització és una política que, durant la Revolució francesa, va tenir per objectiu suprimir el cristianisme de la vida quotidiana a França: sacerdots deportats o assassinats, religiosos obligats a abjurar els seus vots, creu i imatges pietoses destruïdes, festes religioses prohibides, agendes suprimides, i prohibició del culte públic i privat.
El mot no va ser gaire emprat el 1793. Ve de Mirabeau, qui havia suggerit en els seus darrers moments: "No arribarà a res si no descristianitza la Revolució."

## Els esdeveniments

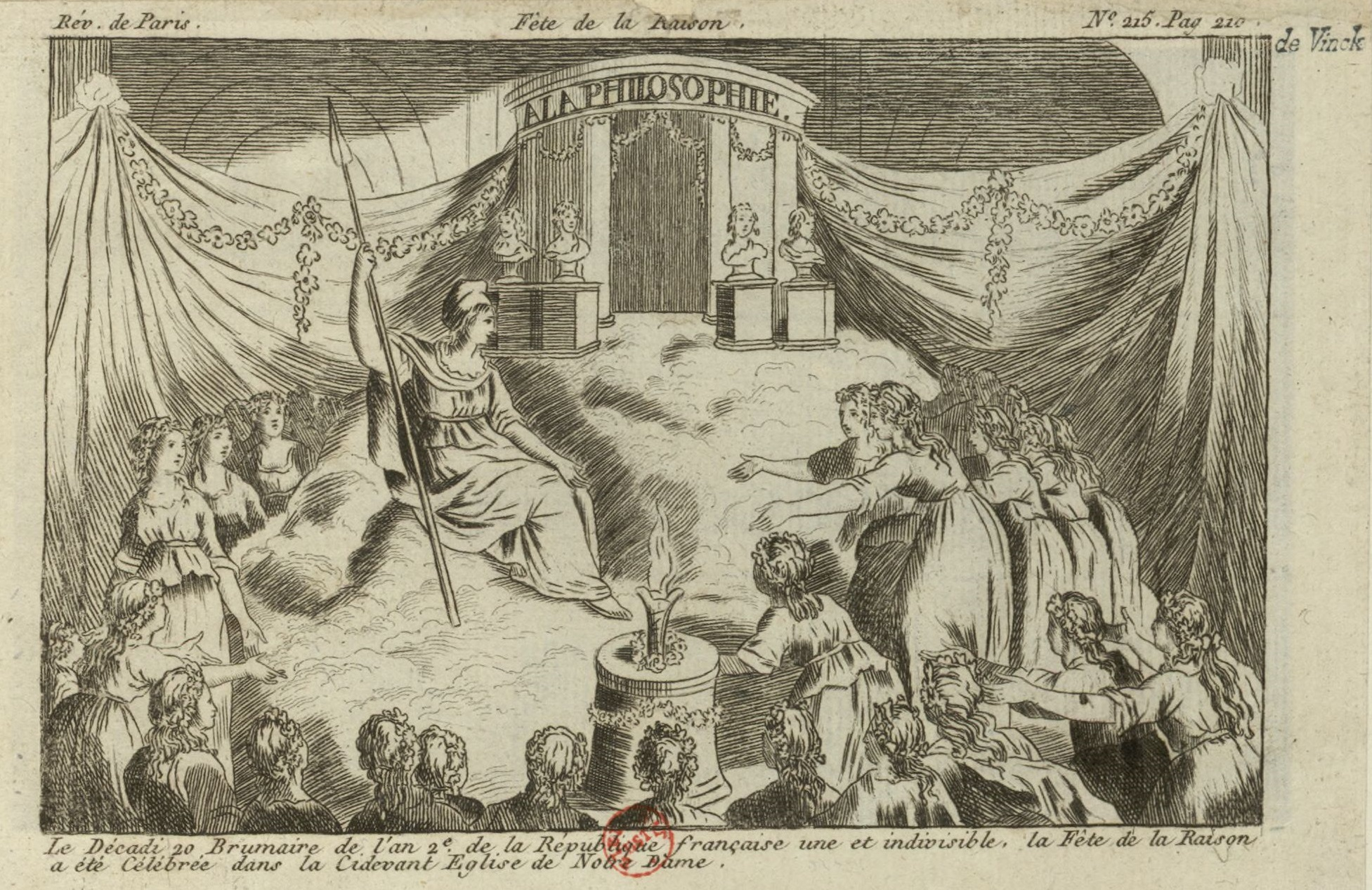
Festa de la Raó a Notre-Dame de París el 1793.

La Comuna de París, per impuls del seu procurador-síndic Chaumette, és la primera a prendre, després del 10 d'agost, les mesures anticlericals: prohibició de portar el vestit eclesiàstic fora de les funcions sacerdotals (12 d'agost), prohibició de les processons i manifestacions religioses a la plaça pública (16 d'agost), requeriment del bronze de l'església per a l'exèrcit (17 d'agost). Tanmateix, els decrets de la Comuna no són sempre reconeguts per la Convenció Nacional, ni fins i tot són seguits per totes les seccions.
L'any II (setembre de 1793 - setembre de 1794) veu la plenitud de la política de descristianització. Són representants en missió que donen l'impuls decisiu. L'activitat de Joseph Fouché, a la Nièvre i a la Costa d'Or, va ser la més cèlebre. Sota la influència de Chaumette (que fa un viatge al departament el setembre del 93), pren diferents decrets prohibint tota manifestació exterior del culte, fent obligatori el matrimoni dels sacerdots pensionats (o per defecte, o bé l'adopció d'un nen, o bé el manteniment d'un vell indigent), i laïcitza les comitives fúnebres així com els cementiris. Altres representants, recolzats pels exèrcits revolucionaris, passen al tancament i al pillatge de les esglésies.
El 24 d'octubre, la Convenció, després dels informes de Romme i de Fabre, adopta el calendari republicà en substitució del calendari gregorià, substituint, com a era, el naixement del Crist per la data del 22 de setembre de 1792, primer dia de la República, i eliminant el diumenge en benefici del "descadi".
El 6 de novembre, la Convenció concedeix que un municipi té dret de renunciar al culte catòlic. La nit del 16 de novembre, alguns extremistes forcen Gobel, bisbe de París, a abdicar; el 17, va, amb els seus vicaris, a dimitir solemnement a la Convenció. La Comuna s'apodera de Notre-Dame; s'hi edifica una muntanya al cor; una actriu personifica la Llibertat; la Convenció va a la catedral, batejada "temple de la Raó" i assisteix a una nova presentació de la festa cívica. Diferents seccions imiten aquest exemple; el 20 de novembre, els ciutadans de la secció de la Unitat, revestits d'adorns sacerdotals, desfilen, amb música i ballant, davant la Convenció.
El 23 de novembre de 1793, per recomanació de Pierre-Gaspard Chaumette, s'ordena el tancament de totes les esglésies de la capital.
La majoria de la Convenció, adoptant el calendari republicà, havia mostrar la seva hostilitat vers el cristianisme. Però les comèdies antireligioses li desagraden i l'abolició del culte li sembla una falta política. Robespierre i el Comitè de salut pública ho jutgen igualment. Pensen també que la descristianització amaga una maniobra política i agreuja l'agitació, portada pels sans-culottes radicals (hebertistes i enragés), que a les seccions i els clubs amenacen el Comitè. D'acord amb Danton, combat la descristianització, fent-la condemnar pels Jacobins. Danton conjura la Convenció de "posar la barrera". El 6 de desembre, un decret afirma que la llibertat dels cultes subsisteix; el 29, una llei sobre l'ensenyament el declara igualment lliure, sense exclusió dels sacerdots.
Tanmateix, l'èxit del Comitè va continuar sent relatiu: el Municipi va admetre que els sacerdots constitucionals poguessin celebrar el seu culte privadament, però les esglésies de París van continuar estant tancades i el 26 de març, la Convenció va suspendre el pagament de les pensions eclesiàstiques.

## Formes de descristianització
La descristianització es va manifestar de diferents maneres:
- les persecucions i les massacres dels sacerdots refractaris,
- els autodafès,
- els canvis de noms de llocs,
- la supressió de les agendes,
- la supressió del calendari gregorià i l'aprovació del calendari republicà, amb "setmanes" de deu dies (supressió del diumenge),
- les abdicacions,
- la iconoclàstia,
- la fosa de l'argent,
- les festes cíviques,
- la fosa de les campanes,
- el culte de la Raó,
- el culte de l'Ésser Suprem.

Cal afegir a aquesta llista la profanació de tombes a la basílica de Saint-Denis: les tombes dels principals reis de França van ser profanades, en dues ocasions, l'agost de 1793, i del 12 al 25 d'octubre de 1793, a instàncies de Barère, portaveu del Comitè de salut pública.

## Continuacions
El calendari republicà va crear problemes de descans setmanal (setmanes de 10 dies), així com dificultats de traducció entre calendaris a les fronteres per als intercanvis comercials. Va ser abandonat el 1806.
Les esglésies van ser reobertes el 31 de maig de 1795. El moviment continuarà disminuint sensiblement després del cop d'estat del 18 de fructidor de l'any V (4 de setembre de 1797). El concordat del 1801 restableix oficialment el culte de 1802. El calendari gregorià no és restablert fins a l'any 1806, durant el període de l'Imperi.
A més llarg termini, la descristianització va engendrar a França al segle xix diferents moviments de cientificisme, ideologia, o utopia.